# Schrankia capnophanes
Schrankia capnophanes är en fjärilsart som beskrevs av Turner 1938. Schrankia capnophanes ingår i släktet Schrankia och familjen nattflyn. Inga underarter finns listade.